# Gränslöst
Gränslöst var en tidning grundad 2016 som förespråkade mångkultur och en mer öppen värld. Gränslöst har nyheter om inkludering, gemenskap och mänskliga rättigheter. Tidningen kom ut i pappersversion varje fredag, och varje dag på hemsidan. Redaktionen av pappersupplagan av Gränslöst  fanns på Kyrkogatan 8 i Mariefred Enligt Kantar Sifo var upplagan för tidningen 1900 varav 1200 var fullbetalande.
Redaktion för tidningen bestod i inledningen av chefredaktör Anna Löfving, Maria Veneke Ylikomi, Birgitta Markendahl, Pernilla Eldh, Birgitta Bellman, Karlo Baranj, Eleonor Loqvist

## Presstöd
Tidningen Gränslöst fick driftstöd av presstödsnämnden med 1 763 000 kr både år 2017 och 2018. Tidningen fick nej på sin ansökan om presstöd för 2019. Då lades tidningen ner.